# Ceratophrys stolzmanni
Ceratophrys stolzmanni е вид жаба от семейство Ceratophryidae. Видът е уязвим и сериозно застрашен от изчезване.

## Разпространение и местообитание
Разпространен е в Еквадор и Перу.
Обитава гористи местности, пустинни области, места с песъчлива почва и храсталаци в райони с тропически и субтропичен климат.

## Описание
Популацията на вида е намаляваща.